# 周向宇
周向宇（1965年3月—），男，原籍湖南洞口，生于郴州，中国数学家，中国科学院院士。现任中国科学院数学与系统科学研究院研究员。
其贡献包括证明了吹田猜想（Suita Conjecture）。

## 生平
1985年毕业于湘潭大学数学系。1990年获得钟家庆数学奖。2002年获得陈省身数学奖。2013年当选为中国科学院院士。2018年1月，当选第十三届全国政协委员。